# Abrus canescens
Abrus canescens är en ärtväxtart som beskrevs av John Gilbert Baker. Abrus canescens ingår i Paternosterbönssläktet, och familjen ärtväxter. Inga underarter finns listade i Catalogue of Life.